# 계현산성
계현산성(鷄峴山城)은 대전광역시 동구 삼괴동 닭재 위의 북쪽 봉우리를 감싸고 있는 삼국시대의 산성이다. 1991년 7월 10일 대전광역시의 기념물 제24호로 지정되었다.

## 개요
대전광역시 동구 삼괴동 닭재 위의 북쪽 봉우리를 감싸고 있는 산성으로, 성의 둘레는 220m이다.
성벽은 대부분 허물어져 있으나 남동쪽의 성벽 일부분은 원래의 모습을 유지하고 있다. 밑에서 1.8m까지의 성벽은 안으로 약간씩 오므리며 쌓다가 그 위 1.5m 정도의 성벽은 거의 수직으로 쌓았다.
이곳에서 백제의 것으로 보여지는 토기 조각과 기와 조각 등이 발견되어 건물이 있었음을 짐작할 수 있다. 성안에는 남쪽 성벽 부분에 폭 6∼8m의 평평한 대지가 마련되어 있으며, 북쪽에는 장대로 보이는 시설이 있다. 남쪽벽과 북쪽벽에는 성문터가 보인다.
계현산성은 충청남도 금산군 마전 방면의 추정리산성, 금성산성과 연결되어 있어 이곳에서 넘어오는 적을 방어하는 역할을 하였던 것으로 보인다. 또 동으로는 성치산성, 서로는 소호동산성, 사정성, 보문산성으로 통하게 되어 있다.

## 같이 보기
- 성치산성
- 소호동산성
- 사정성
- 보문산성

## 참고 자료
- 계현산성 - 국가유산청 국가유산포털